# Saetheria tylus
Saetheria tylus är en tvåvingeart som först beskrevs av Henry Keith Townes, Jr. 1945.  Saetheria tylus ingår i släktet Saetheria och familjen fjädermyggor. Inga underarter finns listade i Catalogue of Life.